# Olena Koultchytska
Olena Koultchytska (en ukrainien : Олена Кульчицька), née le 15 septembre 1877 à Berezhany, en Galicie, morte le 8 mars 1967 à Lviv, est une artiste, enseignante et militante ukrainienne.

## Biographie

### Famille
Olena Lvivna Koultchytska est née le 15 septembre 1877 dans la ville de Berezhany dans la région de Ternopil, en Galicie. Son père, Lev Teodorovich Koultchytsky, est avocat et conseiller juridique ; personnalité publique, il est membre de nombreuses sociétés. Sa mère est Maria Yakivna Koultchytska.

### Formation, débuts artistiques, enseignement
En 1894, Olena Koultchytska est diplômée de huitième année de l'école du monastère de Lviv. Pendant plusieurs mois, en 1901-1902, elle et sa sœur Olga fréquentent l'école des arts et métiers de Lviv où elle reçoit ses premières leçons d'aquarelle.
Olena Koultchytska complète sa formation artistique au studio privé dirigé par R. Bratkowski et S. Batowski-Kaczor à Lviv de 1901 à 1903, puis à l'École de dessin industriel de Vienne de 1903 à 1908. Après avoir obtenu son diplôme, elle passe un an à voyager dans les principaux centres d'art européens, notamment à Munich, Paris et Londres. Plus tard, elle enseigne comme professeur d'art dans les écoles secondaires de Lviv, au lycée Reine Hedwige de Pologne en 1909-1910, puis à l'école de filles de Przemyśl de 1910 à 1938.
Elle rejoint en 1939 le département ethnographique du musée de la Société Scientifique Shevchenko à Lviv. Après la Seconde Guerre mondiale, elle enseigne à l'Institut polygraphique de Lviv jusqu'en 1951. Elle est élue membre correspondante de l'Académie de construction et d'architecture d'Ukraine en 1950.

## Œuvre artistique
La première exposition personnelle d'Olena Koultchytska a lieu à Lviv en 1909. Cette exposition présente ses gravures, estampes, aquarelles, gravures sur bois et filigranes. L'exposition est célébrée par les artistes ukrainiens du début du modernisme, comme Ivan Trush. Le travail d'Olena Koultchytska combine les traditions d'art populaire de l'Ukraine occidentale, en particulier les Hutsuls, avec les innovations stylistiques européennes. Plus tard, elle expose ses œuvres à Cracovie, Varsovie, Poznań, Kiev et dans d'autres villes européennes.
De 1920 à 1930, Olena Koultchytska apporte une contribution artistique majeure à la conception du livre ukrainien. Elle illustre diverses œuvres d’Ivan Franko, Mykhailo Kotsiubynsky, Vasyl Stefanyk et Yurii Fedkovych, ainsi que plus de soixante-dix livres pour enfants pour la série « Pour nos plus petits », qui comprenait « The Star-Child » d’Oscar Wilde (1920).
Dans le domaine des arts appliqués, elle conçoit 80 kilims (tapis tissés) en collaboration avec sa sœur Olha.

## Militantisme
Pendant la Première Guerre mondiale, Olena Koultchytska dépeint les souffrances de la population civile et des réfugiés. Ses œuvres sont reproduites sous forme de cartes postales par le Comité des femmes ukrainiennes pour aider les soldats blessés à Vienne.
Olena Koultchytska fait partie du mouvement de résistance civile sous le stalinisme. Elle aide les familles de ceux qui ont été réprimés et déportés en Sibérie.
En 1955, Olena Koultchytska commence à faire campagne contre la fermeture du collège artistique de Lviv. Elle soutient financièrement l'Union pour la libération de l'Ukraine.

## Musée
Un musée lui est dédié à Lviv, le « musée mémorial d'art Olena Koultchytska », dépendant du musée national de Lviv.